# Alfred Godet
Pour les articles homonymes, voir Godet.
Alfred Godet, né le 30 novembre 1846 à Neuchâtel et mort le 19 novembre 1902 à Neuchâtel, est un professeur et conservateur suisse.

## Biographie
Alfred Godet est le fils de Charles-Henri Godet, botaniste et professeur à l'Académie de Neuchâtel. De son père, il hérite d'un goût pour les excursions alpines et les courses à travers la campagne. Il fait ses classes au Collège latin de Neuchâtel puis aux auditoires (qui remplacent l'Académie) et il est membre de la société de Belles-Lettres. Alors qu'il se destine au métier d'architecte, Alfred Godet est contraint, en raison de sa myopie, de changer de métier. Pendant près de huit années, il est précepteur, suivant les familles de ses élèves de l'Allemagne à l'Angleterre en passant par la Bohême. 
Soucieux de regagner sa terre natale, Alfred Godet s'installe à Neuchâtel en 1874 et devient professeur particulier. Peu après, en 1878, il épouse Sophie Delachaux, fille du pasteur Constant Delachaux. Afin de subvenir aux besoins de son jeune ménage, Alfred Godet passe, à plus de trente ans, son brevet d'enseignant. Il devient alors maître de latin puis enseignant à la 1ère secondaire des garçons et à l'école de commerce. Féru d'histoire et d'archéologie neuchâteloises, il est l'auteur de nombreux travaux et dessins publiés dans la revue le Musée neuchâtelois (au comité de laquelle il est entré en 1887). Alfred Godet collabore aussi à divers ouvrages, dont le Neuchâtel pittoresque de Philippe Godet, son cousin, et La Suisse au XIXe siècle de Paul Seippel. Alfred Godet est aussi membre de la Commission fédérale des monuments historiques et membre de la Société française d'archéologie. 
En 1886, Alfred Godet devient sous-conservateur du Musée historique de Neuchâtel (aujourd'hui Musée d'art et d'histoire) avant de devenir, à la mort d'Auguste Bachelin, conservateur à son tour,.

## Publications (non exhaustif)
- Alfred Godet, « Les poêles à moulures polychromes et monochromes de notre canton », Musée neuchâtelois, 1886, p. 149-158, p. 182-191.
- Alfred Godet, « Causerie sur les gaufres et les gaufriers », Musée neuchâtelois, 1887, p. 14-19, p. 33-38, p. 69-77.
- Alfred Godet, « L'orfèvrerie artistique dans le Pays de Neuchâtel aux XVIIe et XVIIIe siècles », Musée neuchâtelois, Neuchâtel, 1889, p. 149-156, p. 184-192, p. 215-219.
- Alfred Godet, « Nos industries neuchâteloises : les cartes à jouer », Musée neuchâtelois, 1890, p. 149-190.
- Alfred Godet, Les chansons de nos grand'mères, Neuchâtel, Attinger, 1890-1892.
- Alfred Godet, « Samuel-Ferdinand Gallot, lithographe neuchâtelois (1774-1854) », Musée neuchâtelois, Neuchâtel, 1896, p. 53-55.
- Alfred Godet, « Un tableau religieux du XVe siècle au Landeron », Musée neuchâtelois, Neuchâtel, 1897, p. 308-310.
- Alfred Godet, « Notice sur le Musée historique de Neuchâtel », Musée neuchâtelois, Neuchâtel, 1898, p. 149-161.
- Alfred Godet, « Les pipes du XVIIe et du XVIIIe siècle », Anzeiger für schweizerische Altertumskunde, Zürich, 1898, n° 4, p. 7.
- Alfred Godet, « La révolution des 16, 17 et 18 décembre 1831 à Couvet », Musée neuchâtelois, Neuchâtel, 1899, p. 161-170.
- Alfred Godet, « Iconographie du cinquantenaire et du tir fédéral de Neuchâtel 1898 », Musée neuchâtelois, 1899, p. 53-63, p. 80-89, p. 117-125, p. 142-149.